# Радован Сремац
Радован Сремац (на сръбски: Радован Сремац) е археолог и публицист, краевед на община Шид и областта Срем.

## Биография
Радован Сремац е роден на 7 януари 1982 г. в град Шид, Социалистическа република Сърбия, СФРЮ. Завършва основното и средното си образование в родния си град. Завършва археология във Философския факултет на Белградския университет. През 2009 – 2013 г. работи като куратор в галерия „Сава Шуманович“ в Шид, в периода от юни 2011 г. до септември 2012 г. е директор на галерията. От 2013 г. до 2017 г. работи в Националната библиотека „Симеон Пищевич“ в Шид. През 2017 г. получава титлата старши куратор. От една година е нает в музея на наивното изкуство „Илиянъм“ в Шид.